# Список персонажей мультсериала «Свинка Пеппа»
Здесь представлен полный список персонажей мультсериала Свинка Пеппа.

#### Свинка Пеппа
Старшая сестра в семье, ей исполнилось 5 лет. Живёт вместе с родителями и братом Джорджем. Как и все, очень любит прыгать по лужам. Любит играть с друзьями на улице и в детском саду. Часто высмеивает лишний вес папы Свина. По характеру является собственником. Эгоистичная и иногда заносчивая. Но при этом очень любит веселиться и хорошо проводить время. Пеппе, как и Джорджу, нравится компьютерная игра «Весёлая курица». Лучшая подруга Пеппы — овечка Сьюзи. Лучший друг Пеппы — пони Педро. Имеет золотую рыбку по имени Голди.

#### Поросёнок Джордж
Младший брат свинки Пеппы и средний ребенок в семье, старший брат Иви, ему исполнилось 2 года. Он сам ходит, произносит лишь отдельные слова. Очень любит динозавров, игрушечный динозавр по имени Мистер Динозавр — его любимая игрушка. Любит играть с Пеппой, чем иногда досаждает ей. Если кто-то случайно обидит Джорджа, он начинает плакать. Очень жадный. Если Пеппа обиделась на него, он хихикает. Джорджу, как и Пеппе, нравится компьютерная игра «Весёлая курица». Лучший друг Джорджа — крольчонок Ричард. Не любит овощи.

### Свинка Иви
Младший ребенок в семье, младшая сестра Пеппы и Джорджа. Родилась 20 мая 2025 года. Первое появление состоится в сентябре 2025 года.

#### Мама Свинка
Добрая и заботливая свинка, как и все мамы. Любит проводить время с семьёй. Работает на дому, печатая тексты в компьютере. Любит готовить и имеет хорошее чувство юмора.

#### Папа Свин
Носит очки. Ходит на работу. Не любит, когда шутят над его большим животом. Также обладает хорошим чувством юмора. Не очень ладит с инструментами. Очень любит сапоги. Любит путешествовать вместе с семьёй. Если в его руках карта, семья обязательно собьётся с пути. По характеру хвастлив, очень любит доказывать своё мастерство, но умеет общаться. Чемпион мира по прыжкам в лужах, хороший барабанщик, знатный футболист.

### Другие родственники

#### Бабушка и дедушка
Родители мамы Свинки. Частые гости в семье Пеппы. Дедушка любит выращивать овощи в огороде, мастерить и плавать на своём корабле, Бабушка любит готовить и является домохозяйкой. Очень любят семью Пеппы. В сериях «Каникулы на солнышке» и «Отпуск закончился» присматривают за Голди, рыбкой Пеппы.

#### Хлоя
Двоюродная сестра Пеппы. В семье Хлои присутствуют её новорождённый брат малыш Александр (его первое слово — «грязь») и их родители: дядя Свин (старший брат папы Свина) и тётя Свинка. Хлоя немного старше Пеппы, и Пеппа всегда стремится быть похожей на свою двоюродную сестру.

### Друзья семьи
В сериале довольно много других героев, которые также участвуют семьями:
- Козы
  - Козочка Габриэла — появляется вместе со своим отцом в 4 сезоне во время отдыха Пеппы в Италии.
  - Синьор Козлик — отец Габриэлы. Присматривает за отдыхающими в Италии.
  - Тётушка Коза — тётя Габриэлы. Продаёт всякую всячину для туристов в Италии. Появилась в 4 сезоне.
  - Дядя Козлик — дядя Габриэлы. Готовит прекрасную пиццу в Италии. Появился в 4 сезоне.
- Волки
  - Волчонок Вэнди — друг Пеппы с серии «Новый дом» и его сосед.
  - Папа Волк — отец Вэнди. В сериале появляется редко.
  - Мама Волк — мама Вэнди. В сериале появляется только в серии, где Пеппа, её семья, и семья волков устроили пикник.
  - Бабушка Волк — бабушка Венди — появляется в серии про день рождения внучки.
- Газели
  - Мадам Газель — учит Пеппу и её друзей в детском садике, также учила их родителей. Раньше играла на рок-гитаре в «Весёлых Газелях» под псевдонимом ЖиЖи. На неделю уезжала в отпуск, в серии «Прощание с мадам Газель», а все подумали что она уезжает навсегда.
  - Газели — участники группы «Весёлые Газели». В серии «Прощание с мадам Газель» мадам Газель снова встретилась с ними.
- Лошади
  - Лошадка Сверкай Копытцем — игрушечная лошадка Пеппы и Джорджа — подарок от их тётушки.
- Лисы
  - Лисёнок Фрэдди — друг Пеппы с 3 сезона. Чует запахи, может найти друзей Пеппы с закрытыми глазами.
  - Папа Лис — отец Фрэдди. Также чует запахи. Добрый, имеет свой магазин и грузовик с вещами.
  - Мама Лиса — мать Фрэдди. Появлялась в сериале очень редко. В серии «Больница» медсестра.
- Кенгуру
  - Кенгуру Кайли — подруга Пеппы, любит прыгать по лужам. Прыгает лучше всех, скромная.
  - Кенгуру Джоуи — младший брат Кайли, друг Джорджа. Живёт в кармане у мамы Кенгуру.
  - Папа Кайли — приехали всей семьёй в гости к Пеппе и Джорджу по давнему приглашения их в гости папы Свина.
  - Мама Кайли — добрая, заботливая. Мама и Папа Кайли любят дождь.
- Хомяки
  - Доктор Хомяк — ветеринар, лечит всех животных. В серии «Летающий ветеринар» она летит на вызовы на вертолёте. Замужем за мистером Хомяком.
- Пони
  - Пони Педро — лучший друг Пеппы. Ходит в очках. Нравится быть ковбоем. Очень рассеянный. Любит поспать. Немного стеснительный.
  - Папа Педро — глазной врач. В серии «Кто как видит?» проверяет зрение Пеппы.
  - Мама Педро — добрая и заботливая.
- Медведи
  - Доктор Медведь — доктор, лечащий всех взрослых и детей. В серии «Кашель Педро» первый раз заболел.
  - Медвежонок — воображаемый друг Джорджа в серии «Сказка на ночь».
  - Медвежонок Тедди — любимая игрушка Пеппы, которую он везде носит с собой.
  - Медвежонок Белинда — «Би», подруга кузины Пеппы Хлои.
- Ослики
  - Ослик Дельфина — французский ослик, во 2 сезоне переписывалась с Пеппой, после чего стала его подругой.
  - Ослик Дидье — младший брат Дельфины, во 2 сезоне познакомился с Джорджем, после чего стал его другом.
  - Отец Дельфины — приезжает на день вместе с Дельфиной во 2 сезоне.
  - Мама Дельфины — в сериале появляется только во 2 сезоне.
- Овечки
  - Овечка Сьюзи — лучшая подруга Пеппы, любит играть с Пеппой и ходить к нему в гости.
  - Мама Овца — мама Сьюзи. Встречается в сериях «Работа и игра», «Свистим», также в серии, где Пеппа выигрывает больших мишек.
- Кролики
  - Крольчонок Ребекка — друг Пеппы. Имеет талант издавать особенный звук вставая на цыпочки. Очень любит морковь и краснеет при упоминании этого факта. Лучший друг Ребекки — зебра Зоя.
  - Кролик Ричард[3] — младший брат Реббеки. С серии «Друг Джорджа» — лучший друг Джорджа.
  - Папа Кролик — папа Реббеки и Ричарда. Занятой, коллега папы Свина по работе.
  - Мама Крольчиха — мама Ричарда и Реббеки. В 4 сезоне родила двойню — мальчика Роби и девочку Рози, имена которым придумали Пеппа и её друзья.
  - Дедушка Кролик — дедушка Реббеки и Ричарда. Лучший друг дедушки Свина. В серии «Парк динозавров дедушки Кролика» делает искусственных динозавров для Дня Рождения лисёнка Фрэдди.
  - Мисс Кролик — сестра-близнец Мамы Крольчихи, работает на многих работах, обладает хорошими навыками продавца (в серии «Музей» семье из четырёх свиней с лёгкостью продала пятый билет для игрушки-динозавра). Присматривает за Реббекой и Ричардом, когда мама Кролик работает.
  - Робби и Роузи — новорождённые близнецы, появились в 4 сезоне.
- Зебры
  - Зебра Зоя — друг Пеппы. Добрый. Лучший друг Зои — крольчонок Ребекка.
  - Мистер Зебра — папа Зои. Работает почтальоном. В серии «Папина камера» присылает папе Свину камеру.
  - Мама Зебра — мама зебры Зои, активна в серии «Ночь в доме Зои».
  - Зузу и Заза — младшие сестрёнки Зои, близняшки, активны в серии «Ночь в доме Зои», обычно дружат с Джорджем.
- Псы
  - Щенок Дэнни — друг Пеппы. В серии «Пиратская вечеринка Дэнни» для него устраивают вечеринку.
  - Папа Пёс — капитан корабля. До серии «Капитан папа Пёс» был в дальнем плавании.
  - Дедушка Пёс — владелец автосервиса. Присматривает за Дэнни, пока папа Пёс в плавании. Лучший друг Дедушки Свина.
  - Бабушка Собака — имеет хорошее чувство юмора, заботливая.
  - Мама Собака — появилась в серии «Детский спектакль».
- Кошки
  - Киска Кэнди — подруга Пеппы. Добрая, иногда скромная. Лучшая подруга Кэнди — слонёнок Эмили.
  - Миссис Киска — мама Кэнди. Коллега папы Свина по работе.
  - Папа Кот — активен в серии «Аквариум», отец Кэнди.
- Слоны
  - Слонёнок Эмили — подруга Пеппы. Застенчивая, стеснительная и скромная. Лучшая подруга Эмили — киска Кэнди.
  - Слонёнок Эдмонд — умный слонёнок, дружит с Джорджем. В серии «Лунный парк» прыгал по не настоящей луне вместе с семьёй Пеппы.
  - Мама Слон — мама Эмили и Эдмонда. В сериале появляется редко.
  - Папа Слон — стоматолог. Проверял зубы Пеппы и Джорджа в серии «У зубного». Имеет большой талант брать инструменты хоботом.
- Львы
  - Львёнок Лео — воображаемый друг Сьюзи, упоминается в серии «Друг понарошку».
  - Мистер Лев — работник зоопарка.
- Носороги
  - Мистер Носорог — помогает мистеру Быку ремонтировать дорогу и строить дома в сериях таких как «Ремонт дороги», «Новый дом».
- Коровы
  - Миссис Корова — она работает. Жена мистера Быка.
  - Мистер Бык — коллега мистера Носорога. Муж миссис Коровы. Хороший трубач.
- Белки
  - Белчонок Саймон — друг кузины Пеппы.

## Озвучивание героев

### Голос за кадром
| Персонаж   | Актёр в оригинальном языке |
| ---------- | -------------------------- |
| Рассказчик | Джон Спаркс                |

### Дети
| Персонаж           | Актёр в оригинальном языке                                                                         |
| ------------------ | -------------------------------------------------------------------------------------------------- |
| Пеппа              | Лили Сноуден-Файн (1 сезон) Сесили Блум (2 сезон) Харли Бёрд (3—6 сезоны) Амелия Би Смит (6 сезон) |
| Джордж             | Элис Мэй Оливер Мэй (1—5 сезоны) Винсент ван Хюльцен (6 сезон)                                     |
| Дельфина           | Нзилани Франкью                                                                                    |
| Овечка Сьюзи       | Мэд Холл                                                                                           |
| Киска Кэнди        | Дэйзи Радд (1 сезон) Эмма Уотсон (2 сезон) Зара Сиддики (3—4 сезоны)                               |
| Крольчонок Реббека | Хейзел Радд (1 сезон) Бетан Линдсей (2 сезон) Элис Мэй (3—4 сезоны)                                |
| Зузу и Заза        | Элис Мая                                                                                           |
| Щенок Дэнни        | Джордж Вулфурд (1—2 сезоны) Джадона Миллс (3—4 сезоны)                                             |
| Пони Педро         | Харрисон Олдройд                                                                                   |
| Зебра Зоя          | Сиан Тейлор                                                                                        |
| Слонёнок Эмили     | Джулья Мосс                                                                                        |
| Слонёнок Эдмонд    | Джонни Батлер                                                                                      |
| Свинка Хлоя        | Элоиза Мая (1—2 сезоны) Эбигейл Даниэльс (3—4 сезоны)                                              |
| Лисёнок Фрэдди     | Макс Миллер (3 сезон) Джэйм Оран (3—4 сезоны)                                                      |
| Кенгуру Кайли      | Мэйси Дейнджер                                                                                     |
| Коза Габриэлла     | Софья Арафи                                                                                        |

### Взрослые
| Персонаж                | Актёр в оригинальном языке |
| ----------------------- | --- |
| Папа Свин               | Ричард Ридингс |
| Мама Свинка             | Морвенна Бэнкс |
| Дедушка Свин            | Дэвид Грэм |
| Бабушка Свинка          | Фрэнсис Уайт |
| Мадам Газель            | Морвенна Бэнкс |
| Мисс Кролик             | Сара Энн Кеннеди |
| Мама Крольчиха          | Морвеннa Бэнкс, Сара Энн Кеннеди |
| Папа Кролик             | Джон Спаркс |
| Дедушка Кролик          | Брайан Блэсид |
| Мама Овца               | Дебби Макдональд |
| Мама Кэнди              | Морвенна Бэнкс (2 сезон), Лейла Фарзад (3—4 сезоны)                                                                                   |
| Мама Пёс                | Дебби Макдональд (1 сезон), Клэр Вакслер (2 сезон), Джуди Флинн (4 сезон).                                                            |
| Дедушка Пёс             | Дэвид Ринтоул |
| Папа Пёс                | Александр Армстронг |
| Мама Педро              | Кейт Гриббл (1 сезон) Мадлен Мая (2 сезон), Лэйла Льюис (2 сезон), Джемайма Уильямс (3), Лейла Фарзад (4 сезон) Джуди Флинн (4 сезон) |
| Папа Пони               | Джон Спаркс |
| Мама Зебра              | Морвеннa Бэнкс |
| Папа Зебра              | Дэвид Грэм |
| Дядя Свин (Папа Хлои)   | Джон Спаркс |
| Тётя Свинка (Мама Хлои) | Элисон Сноуден (1—2 сезоны), Джуди Флинн (3—4 сезоны)                                                                                 |
| Папа Слон               | Энди Гамильтон |
| Папа Осёл               | Джером Хауперт |
| Папа Кенгуру            | Александр Армстронг |
| Папа Волк               | Александр Армстронг |
| Мама Волк               | Чания Махон |
| Папа Лис                | Джон Спаркс |
| Папа Козлик             | Андрэа Тран |
| Дядя Козлик             | Морвенна Бэнкс |
| Тётушка Коза            | Морвенна Бэнкс |
| Доктор Медведь          | Дэвид Рунтоил |
| Мистер Бык              | Дэвид Рунтоил |